# Kártyakombinációk (póker)
A póker a világ egyik legnépszerűbb kártyajátéka. Alapvetően szerencsejáték, de figyelemnek, a memóriának, a blöffnek igen nagy – gyakran döntő – szerepe van a sikerességben.
A játék lényege, hogy a játékosok a nyílt vagy zárt kártyáikból a legjobbat kihozva elnyerjék az asztal közepére elhelyezett kasszát (angolul pot-ot).

## Általános kártya értékek

### Royal flush

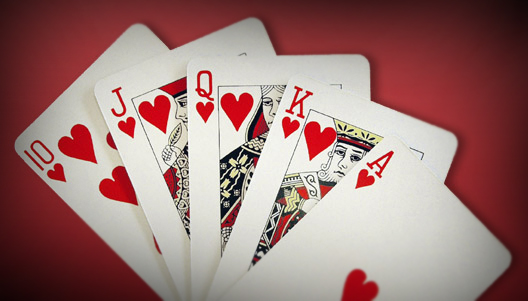
Egy kőr royal flush

A royal flush egy olyan pókerkéz, mint A♠ K♠ Q♠ J♠ 10♠. Ez tartalmaz 5 kártyát, amely ugyanolyan színű és egymás után sorban következik A-tól 10-ig.
Példák:
- A♥ K♥ Q♥ J♥ 10♥
- A♣ K♣ Q♣ J♣ 10♣

### Színsor (straight flush)
A színsor vagy sorflush egy olyan pókerkéz, mint Q♠ J♠ 10♠ 9♠ 8♠. Ez tartalmaz 5 kártyát, amely ugyanolyan színű és egymás után sorban következik. Tehát egyben alkotnak flusht (színt) és sort is. Két lapkombinációból, amely mindegyike ugyanezt az értéket tartalmazza, az az erősebb, amely magasabb kártyával végződik. A legalacsonyabb színsor: 5♦ 4♦ 3♦ 2♦ A♦, amelyet 5-magas színsornak is szoktak nevezni, angolul "steel wheel".
Példák:
- 7♥ 6♥ 5♥ 4♥ 3♥ üti a 5♠ 4♠ 3♠ 2♠ A♠-et
- J♣ 10♣ 9♣ 8♣ 7♣ egyenlő a J♦ 10♦ 9♦ 8♦ 7♦-tel csak a magaslap ilyenkor a döntő ez az összes pókerben így van..

### Póker (four of a kind)
Póker, vagy négyes, egy olyan pókerkéz, mint a 9♣ 9♠ 9♦ 9♥ J♥. Ez 4 ugyanolyan értékű, nem megegyező kártyát tartalmaz. Ez erősebb, mint egy full, de gyengébb, mint egy színsor. Magasabb értékű kártyákkal alkotott póker üti a kisebb értékű kártyákkal alkotottat. Két ugyanolyan értékű pókernél (csak a vad-póker és a közösségi pókernél lehetséges), az nyer, akinél az erősebb az ütő (kicker) kártya – ez az 5. lap a póker mellett.
Példák:
- 10♣ 10♦ 10♥ 10♠ 5♦ (tízes póker vagy tízes négyes) üti a 6♦ 6♥ 6♠ 6♣ K♠-t (hatos póker)

### Full (full house)

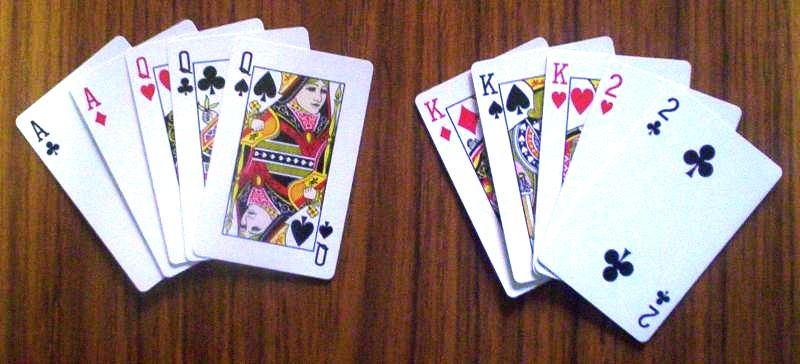
Két példa a fullra: Három király (jobbra) üti a három dámát(balra).

A full egy olyan pókerkéz, mint a 3♣ 3♠ 3♦ 6♣ 6♥, amely tartalmaz három megegyező értékű kártyát és két másik, de egymással megegyező értékű kártyát, egy kézben. (Tehát egy drill és egy pár egyben). Ez a kombináció üti  a flusht, de a pókert már nem. Két full közül az az erősebb, amelyben a három egyforma lap magasabb értékű a másiknál. Ha a három egyforma kártya ugyanaz (ez  csak a vad-pókerben és a közösségi pókerekben lehetséges), akkor a magasabb értékű két ugyanolyan nyer.
Példák:
- 10♠ 10♥ 10♦ 4♠ 4♦ (tízes full) üti a 9♥ 9♣ 9♠ A♥ A♣-t (kilences full)
- K♠ K♣ K♥ 3♦ 3♠ üti a 10♠ 10♥ 10♦ 4♠ 4♦-t
- Q♥ Q♦ Q♣ 8♥ 8♣ (dáma full nyolcassal) üti a Q♥ Q♦ Q♣ 5♠ 5♥-t (dáma full ötössel)

### Flush
A flush vagy szín egy olyan pókerkéz, mint a Q♣ 10♣ 7♣ 6♣ 4♣. Ez öt ugyanolyan színű kártyát tartalmaz, de nem egymás utáni sorrendben. Ez erősebb kéz, mint a sor, de gyengébb, mint a full. Két flush között az az erősebb, amelyikben a legmagasabb lap magasabb, mint a másik kéz. Abban az esetben, ha ez megegyezik, akkor az összes lapot végignézzük és ha valamelyikben az egyik kéz jobb, akkor az nyer. Ha a két kéz teljesen megegyezik, akkor a játék döntetlen és osztott kassza történik. A flush elnevezése, a magas lap szerint történik: dáma-magas flush, ász-magas flush stb.
Példák:
- A♥ Q♥ 10♥ 5♥ 3♥ (ász magas flush) üti a K♠ Q♠ J♠ 9♠ 6♠-t (király magas flush)
- A♦ K♦ 7♦ 6♦ 2♦ (flush, ász-király magas) üti a A♥ Q♥ 10♥ 5♥ 3♥-t (flush, ász-dáma magas)
- Q♥ 10♥ 9♥ 5♥ 2♥ (kőr flush) egyenlő a Q♠ 10♠ 9♠ 5♠ 2♠-el (pikk flush)

### Sor (straight)
A sor egy olyan pókerkéz, mint a Q♣ J♠ 10♠ 9♥ 8♥. Ez öt egymás után következő kártyát tartalmaz, amelyek különböző színűek. Ez erősebb mint a drill, de gyengébb mint a flush. Két sor közül az az erősebb kéz, amelyben a sor magasabb lapra végződik. Két ugyanolyan magaslapra végződő sor, egyforma értékű, így a póker kör döntetlen és osztott kassza következik be. Ez a leggyakoribb ugyanolyan két kéz a póker játékok során, főleg a közösségi pókereknél fordul elő. A sorokat a magas lapjuk szerint tudjuk leírni, így "dáma-magas sor" vagy "sor dámáig".
Példák:
- 8♠ 7♠ 6♥ 5♥ 4♠ (nyolcas magas sor) üti a 6♦ 5♠ 4♦ 3♥ 2♣-t (hatos magas sor)
- 8♠ 7♠ 6♥ 5♥ 4♠ egyenlő a 8♥ 7♦ 6♣ 5♣ 4♥-al

Egy póker kezet, amely tartalmazza a A♣ K♣ Q♦ J♠ 10♠-t, azt ász-magas sornak nevezünk, ami üti a király magas sort K♥ Q♠ J♥ 10♥ 9♦.  Az ász játszhat sorkezdő kártyaként is, az ötös magas sorban 5♠ 4♦ 3♦ 2♠ A♣. Ezt üti bármely más sor, például a hatos-magas sor is 6♠ 5♣ 4♣ 3♥ 2♥. Az ász azonban nem lehet egyszerre két helyen (nem töltheti be a sor legmagasabb és legkisebb lapjának értékét, így ilyen sor nem alakulhat ki, mint: 3♣ 2♦ A♠ K♠ Q♣. Ez egyszerűen csak egy ász magas lap, pár nélkül, semmi más.

### Drill (three of a kind)
Drill, vagy más néven hármas, szett egy olyan pókerkéz, mint a 2♦ 2♠ 2♥ K♠ 6♠. Ez tartalmaz három ugyanolyan értékű kártyát, amelyek különböző színűek, és két másik értéktelen kártyát. Ez erősebb kéz, mint a két pár, de gyengébb mint a sor. A magasabb értékű lappal alkotott drill üti a kisebb értékű lappal alkotottat. Ha két ugyanolyan kártyával alkotott drillje van mindkét kéznek (ez csak a vad-pókerben és a közösségi pókerekben lehetséges), akkor az nyer akinek erősebb a másik két lapja, a kicker-je. Ha az is megegyezik akkor a kör döntetlen és osztott kassza történik.
Példák:
- 8♠ 8♥ 8♦ 5♠ 3♣ (három nyolcas vagy nyolcas drill) üti a 5♣ 5♥ 5♦ Q♦ 10♣-t (ötös drill)
- 8♠ 8♥ 8♦ A♣ 2♦ (nyolcas drill, ász ütő) üti a 8♠ 8♥ 8♦ 5♠ 3♣-t (nyolcas drill, 5-ös ütő)

### Két Pár (two pair)
A két pár vagy döpár egy olyan pókerkéz, mint J♥ J♣ 4♣ 4♠ 9♠. Ez tartalmaz kétszer két ugyanolyan figurájú lapot, de e kétszer két lap egymástól különbözik. Tehát, egyszerre két pár, és ezek mellett van még egy értéktelen kártya. Ez üti az egy párt, de gyengébb a drillnél. Két két párt tartalmazó kéz között az az erősebb, amelyikben magasabb értékű pár található. Ha mindkettőben az erősebb ugyanaz a nagy pár, akkor a második pár hasonlóképpen dönt. Ha így sincs döntés, akkor az utolsó lap, a kicker (ütő) dönti el ki nyer. Az adott két pár elnevezését a magasabb párról tesszük meg: (például K♥ K♣) király magas pár és (pl., 9♠ 9♦) kilences alacsony pár, egyszerűbben két pár király és kilences.
Példák:
- K♥ K♦ 2♣ 2♦ J♥ (két pár király és kettes) üti a J♦ J♠ 10♠ 10♣ 9♠-t (két pár bubi és tízes)
- 9♣ 9♦ 7♦ 7♠ 6♥ (két pár kilences és hetes) üti a 9♥ 9♠ 5♥ 5♦ K♣-t (két pár kilences és ötös)
- 4♠ 4♣ 3♠ 3♥ K♦ (két pár négyes és hármas királlyal) üti a 4♥ 4♦ 3♦ 3♣ 10♠ (két pár négyes és hármas tízessel)

### Egy Pár (pair)
A pár egy olyan pókerkéz, mint 4♥ 4♠ K♠ 10♦ 5♠, ami egy adott kártyatípusból kettő darabot tartalmaz, három értéktelen lap mellett. Ez bármely magas lapot üt, de veszít egy magasabb pókerkéz ellen. A magasabb értékű lapokból alkotott pár üti a kisebb értékűekből alkotottat.  Ha mindkettőben ugyanaz a pár, akkor a másik három lap, a kickerek (ütők) döntenek. Az nyer, amelyiknél nagyobb kártyák vannak a pár mellett.
Példák:
- 10♣ 10♠ 6♠ 4♥ 2♥ (tízes pár) üti a 9♥ 9♣ A♥ Q♦ 10♦-t (kilences pár)
- 10♥ 10♦ J♦ 3♥ 2♣ (tízes pár bubi ütővel) üti a 10♣ 10♠ 6♠ 4♥ 2♥-t (tízes pár hatos ütővel)
- 2♦ 2♥ 8♠ 5♣ 4♣ (kettes pár, nyolcas, ötös, négyes) üti a 2♣ 2♠ 8♣ 5♥ 3♥-t (kettes pár, nyolcas, ötös, hármas)

### Magas lap (high card)
Egy magas lap vagy nem pár kéz egy olyan pókerkéz, mint a K♥ J♣ 8♣ 7♦ 3♠, amelyik egy két ugyanolyan értékű lapot sem tartalmaz és nem alkot egy másik póker kezet sem. Ezt szokták a semmi vagy üres kéz szóval is jellemezni. Ez a legalsó lehetőség a pókerben. Ha két ugyanolyan magas lap versenyez, akkor a következőt kell figyelembe venni, ha ezek is egyeznek, akkor a következő lap, és így tovább. Elnevezésükben a legmagasabb lapot vagy lapokat szoktuk megnevezni, úgy mint: ász-király magas vagy bubi magas.
Példák:
- A♦ 10♦ 9♠ 5♣ 4♣ (ász magas) üti a K♣ Q♦ J♣ 8♥ 7♥-t ("király magas")
- A♣ Q♣ 7♦ 5♥ 2♣ (ász-dáma magas) üti a A♦ 10♦ 9♠ 5♣ 4♣-t (ász-tíz magas)
- 7♠ 6♣ 5♣ 4♦ 2♥ (hét, hat, öt, négy) üti a 7♣ 6♦ 5♦ 3♥ 2♣-t (hét, hat, öt, három)

## Eltérések a kombinációk értékelésében
Léteznek olyan pókerváltozatok, amelyek az értékesebb pókerkezek nagyobb gyakorisága érdekében a megszokottól eltérően értékelik a kombinációkat, illetve új kombinációkat vezetnek be. Leggyakoribb módjai: csökkentett lapszám, vad-póker, nem szabványos kombinációk.

### Csökkentett lapszám
Az értékesebb kombinációk előfordulásának gyakorisága növelhető azzal, hogy nem használják fel a teljes paklit. A leginkább elterjedt ilyen változat a 32 lapos póker, amelyet a hatosok és annál alacsonyabb lapok nélkül játszanak (ez megfeleltethető a magyar kártyának, az alsót a bubival, a felsőt a dámával egyenértékűnek tekintve, így ezt a változatot akár magyar kártyával is lehet játszani).
A legfontosabb különbség, hogy a megváltozott előfordulási esélyek miatt a flush és a full helyet cserélnek az erősorrendben.
Emellett tisztázandó szabály, hogy az Ász és a négy legkisebb lap (32 lap esetében 7, 8, 9, 10) kombinációja elfogadható-e sorként.

### Vadpóker
Jellemzője, hogy létezik úgynevezett wild card („vadkártya”), amely alkalmas más lapok helyettesítésére. Két formája terjedt el: vagy dzsókert (esetleg dzsókereket) is belevesznek a pakliba, vagy a kettesek töltik be a wild card szerepét (deuces wild). Emellett megkülönböztetünk full wild és bug változatot.
Full wild esetén a wild card bármilyen kártya szerepét betöltheti, így minden esetben a lehető legjobb pókerkézzé egészíti ki a játékos többi lapját. Bug esetében a wild card alapesetben ásszal egyenértékű, kivéve, ha sorhoz, flushhöz, színsorhoz vagy royal flushhöz más kártyára van szükség.
A vadpókerben megjelenik egy újfajta pókerkéz, a royal póker (five of a kind), amely egy póker (négy egyforma értékű lap) és egy wild card kombinációja (vagy drill + két wild card, pár + három wild card, illetve deuces wild esetében a négy kettes is ennek számít). Bug esetében ez a pókerkéz csak ászokkal lehetséges. A royal póker a royal flushnél is erősebb. Ugyanakkor létezik olyan változat is, amelyben elkülönül a „természetes” (wild car nélküli) és a „vad” royal flush (wild carddal), és a természetes royal flusht erősebbnek tekinti a royal pókernél, a vad royal flusht viszont gyengébbnek.
A vadpókerben megnő a szerencse szerepe, ezért a nagy játékosok általában kerülik az ilyen játékot, közösségi pókert pedig szinte sosem játszanak ily módon, mivel a saját lapok között lévő wild card nagyon nagy előnyt biztosítana.

### Nem szabványos kombinációk
A nem szabványos kombinációk olyan kezek, amelyeket a póker hivatalos szabályai nem tartalmaznak, csak bizonyos házi szabályok. Ilyen kezek gyakran előfordulnak jokeres vagy bogaras változatokban. Ezeket a kezeket speciálisnak is nevezik. Mivel a nem szabványos kezeket csak a házi szabályok határozzák meg, játék előtt mindig pontosan meg kell beszélni, hogy mi az összetételük és az erősorrendjük.
A pókerkezek szokásos erősorrendje a legjobbtól a legrosszabbig (a normál pókerkezek dőlttel vannak jelezve):
- Öt egyforma vagy nagy póker: Öt egyforma értékű lap. Ez csak jokeres vagy többpaklis változatokban fordulhat elő.
- Szkítflush: Öt azonos színű, szkítet (lásd lent) alkotó lap.

## Külső hivatkozások
- Póker.lap.hu - linkgyűjtemény
- Pókerkellék.lap.hu - linkgyűjtemény
- Póker szabályok
- Segítség kezdőknek - Póker induló táblázat